# Istrska županija
Istrska županija (hrvaško Istarska župánija) je najzahodnejša županija Hrvaške, ki obsega večji del površine polotoka Istra (2820 od 3160 km²) in ima okoli 200.000 prebivalcev (195.237 po popisu 2021; 2011 še 208.055). Uradni administrativni center županije in sedež županijske skupščine je Pazin, ki leži v geografskem središču polotoka in je edino glavno mesto kakšne hrvaške županije (izvzemši Zagrebško), ki ni obenem tudi njeno največje mesto. Daleč največje mesto v Istri je Pulj (hrv. Pula) na jugu polotoka (kjer je sedež župana Istrske županije in nekaterih uradov) z znamenito starorimsko areno in luško kapitanijo za Istro, pa tudi edino univerzo v hrvaški Istri. Avtomobilska oznaka za celotno Istrsko županijo je "PU". Sedež rimskokatoliške škofije (imenovane Poreško-Puljska) za hrvaško Istro je v Poreču, kjer je bil v avstrijskem obdobju tudi sedež istrskega deželnega zbora.
Po popisu prebivalstva iz leta 2001 se je okoli 1 % prebivalcev Istrske županije (2.020 oseb) izreklo za Slovence. Slovensko prebivalstvo je avtohtono na celotnem območju današnje Istrske županije in predstavlja najstarejši slovanski element v pestri etnični sestavi Istre, čeprav gre danes večinoma za novejše priseljence. 
Županija je upravno razdeljena na 10 mest (hrv. Grad: po številu prebivalstva: Pulj, Rovinj, Poreč, Umag, Labin, Pazin, Vodnjan, Buje, Novigrad, Buzet) in 31 "navadnih" občin. Na severu meji na Slovenijo (severni del Istre tudi gravitira h Kopru), na vzhodu pa na Primorsko-goransko županijo, ki ima sedež na Reki.

## Občine
| Občina                                       | Naselja |
| -------------------------------------------- | --- |
| Bale (Valle)                                 | Bale • Golaš • Krmed |
| Barban (Barbana d'Istria)                    | Barban • Bičići • Borinići • Draguzeti • Glavani • Grandići • Hrboki • Jurićev Kal • Koromani • Kožljani • Manjadvorci • Melnica • Orihi • Petehi • Prhati • Puntera • Rajki • Rebići • Rojnići • Sutivanac • Šajini • Vadreš • Želiski |
| Brtonigla (Verteneglio)                      | Brtonigla • Fiorini • Karigador • Nova Vas • Radini |
| Cerovlje (Cerreto)                           | Belaj • Borut • Cerovlje • Ćusi • Draguć • Gologorica • Gologorički Dol • Gradinje • Grimalda • Korelići • Novaki Pazinski • Oslići • Pagubice • Paz • Previž |
| Fažana (Fasana)                              | Fažana • Valbandon |
| Funtana (Fontane)                            | Funtana |
| Gračišće (Gallignana)                        | Batlug • Bazgalji • Gračišće • Jakačići • Mandalenčići • Milotski Breg • Škopljak |
| Grožnjan (Grisignana)                        | Antonci • Bijele Zemlje • Grožnjan • Kostanjica • Kuberton • Makovci • Martinčići • Šterna • Vrnjak • Završje |
| Kanfanar (Canfanaro)                         | Barat • Brajkovići • Bubani • Burići • Červari • Dubravci • Jural • Kanfanar • Korenići • Kurili • Ladići • Marići • Maružini • Matohanci • Mrgani • Okreti • Putini • Sošići • Šorići • Žuntići |
| Karojba (Caroiba del Subiente)               | Karojba • Novaki Motovunski • Rakotule • Škropeti |
| Kaštelir–Labinci (Castellier-Santa Domenica) | Babići • Brnobići • Cerjani • Deklići • Dvori • Kaštelir • Kovači • Krančići • Labinci • Mekiši kod Kaštelira • Rogovići • Rojci • Roškići • Tadini • Valentići |
| Kršan (Chersano)                             | Blaškovići • Boljevići • Čambarelići • Jesenovik • Kostrčani • Kožljak • Kršan • Lanišće • Lazarići • Letaj • Nova Vas • Plomin • Plomin Luka • Polje Čepić • Potpićan • Purgarija Čepić • Stepčići • Šušnjevica • Veljaki • Vozilići • Zagorje • Zankovci • Zatka Čepić |
| Lanišće (Lanischie)                          | Brest • Brgudac • Dane • Jelovice • Klenovšćak • Kropinjak • Lanišće • Podgaće • Prapoće • Račja Vas • Rašpor • Slum • Trstenik • Vodice |
| Ližnjan (Lisignano)                          | Jadreški • Ližnjan • Muntić • Šišan • Valtura |
| Lupoglav (Lupogliano)                        | Boljun • Boljunsko Polje • Brest pod Učkom • Dolenja Vas • Lesišćina • Lupoglav • Semić • Vranja |
| Marčana (Marzana)                            | Belavići • Bratulići • Cokuni • Divšići • Filipana • Hreljići • Kavran • Krnica • Kujići • Loborika • Mali Vareški • Marčana • Mutvoran • Orbanići • Pavićini • Peruški • Pinezići • Prodol • Rakalj • Šarići • Šegotići • Veliki Vareški |
| Medulin (Medolino)                           | Banjole • Medulin • Pješčana Uvala • Pomer • Premantura • Valbonaša • Vinkuran • Vintijan |
| Motovun (Montona)                            | Brkač • Kaldir • Motovun • Sveti Bartol |
| Oprtalj (Portole)                            | Bencani • Čepić • Golubići • Gradinje • Ipši • Krajići • Livade • Oprtalj • Pirelići • Sveta Lucija • Sveti Ivan • Šorgi • Vižintini • Vižintini Vrhi • Zrenj • Žnjidarići |
| Pićan (Pedena)                               | Grobnik • Jakomići • Krbune • Kukurini • Montovani • Orič • Pićan • Sveta Katarina • Tupljak • Zajci |
| Raša (Arsia)                                 | Barbići • Brgod • Brovinje • Crni • Drenje • Koromačno • Krapan • Kunj • Letajac • Most–Raša • Polje • Raša • Ravni • Skitača • Skvaranska • Stanišovi • Sveta Marina • Sveti Bartul • Sveti Lovreč Labinski • Topid • Trget • Trgetari • Viškovići |
| Sveta Nedelja (Santa Domenica)               | Cere • Eržišće • Frančići • Jurazini • Kraj Drage • Mali Golji • Mali Turini • Marići • Markoci • Nedešćina • Paradiž • Ružići • Santalezi • Snašići • Sveti Martin • Štrmac • Šumber • Veli Golji • Veli Turini • Vrećari • Županići |
| Sveti Lovreč (San Lorenzo)                   | Čehići • Frnjolići • Heraki • Ivići • Jakići Dolinji • Jurcani • Kapovići • Knapići • Kršuli • Krunčići • Lakovići • Medaki • Medvidići • Orbani • Pajari • Perini • Radići • Rajki • Selina • Stranići kod Lovreča • Sveti Lovreč Pazenatički • Vošteni • Zgrabljići |
| Sveti Petar u Šumi (San Pietro in selve)     | Sveti Petar u Šumi |
| Svetvinčenat (Sanvincenti)                   | Bibići • Bokordići • Boškari • Bričanci • Butkovići • Cukrići • Čabrunići • Foli • Juršići • Kranjčići • Pajkovići • Peresiji • Pusti • Raponji • Režanci • Salambati • Smoljanci • Svetvinčenat • Štokovci |
| Tar–Vabriga (Torre-Abrega)                   | Frata • Gedići • Perci • Rošini • Tar • Vabriga |
| Tinjan (Antignana)                           | Brčići • Brečevići • Jakovici • Kringa • Muntrilj • Radetići • Tinjan • Žužići |
| Višnjan (Visignano)                          | Anžići • Babudri • Bačva • Barat • Barići • Baškoti • Benčani • Bokići • Broskvari • Bucalovići • Bujarići • Butori • Cerion • Cvitani • Deklevi • Diklići • Fabci • Farini • Gambetići • Kelci • Kočići • Kolumbera • Korlevići • Košutići • Kurjavići • Legovići • Majkusi • Mališi • Maretići • Markovac • Milanezi • Prašćari • Prhati • Prkovići • Pršurići • Radoši kod Višnjana • Radovani • Rafaeli • Rapavel • Ribarići • Sinožići • Smolici • Srebrnići • Strpačići • Sveti Ivan • Štuti • Tićan • Tripari • Vejaki • Višnjan • Vranići kod Višnjana • Vrhjani • Zoričići • Ženodraga • Žikovići • Žužići |
| Vižinada (Visinada)                          | Bajkini • Baldaši • Brig • Bukori • Crklada • Čuki • Danci • Ferenci • Filipi • Grubići • Jadruhi • Lašići • Markovići • Mastelići • Mekiši kod Vižinade • Nardući • Ohnići • Piškovica • Staniši • Trombal • Velići • Vižinada • Vranići kod Vižinade • Vranje Selo • Vrbani • Vrh Lašići • Žudetići |
| Vrsar (Orsera)                               | Begi • Bralići • Delići • Flengi • Gradina • Kloštar • Kontešići • Marasi • Vrsar |
| Žminj (Gimino)                               | Balići I • Benčići • Cere • Debeljuhi • Domijanići • Gradišće • Gržini • Jurići • Karlovići • Klimni • Krajcar Breg • Krculi • Kresini • Križanci • Krničari • Kršanci • Laginji • Matijaši • Modrušani • Mužini • Orbanići • Pamići • Pifari • Prkačini • Pucići • Rudani • Šivati • Tomišići • Vadediji • Vidulini • Zeci • Žagrići • Žminj |